# BuildMaster
BuildMasterは、アプリケーションリリース自動化ツールであり、ソフトウェア開発企業 Inedoによって開発された。ビルド管理とARA機能を組み合わせて、主に継続的インテグレーション、データベース変更スクリプト、プロダクションデプロイメントに関連するプロセスを管理および自動化し、アプリケーションを確実にリリースする。
BuildMasterはブラウザベースで使用できる。その機能セットとスコープは、DevOpsの概念に沿ったものであり、リリース自動化ツール以上の価値を生み出し、チームがソフトウェアを迅速、確実、かつ責任を持って提供できるように人、プロセス、プラクティスを統合する。DevOpsの段階的な採用を具体化するツールである。

## BuildMasterの特徴、機能
BuildMasterは、スクリプトやXMLベースの構成ファイルとは対照的に、完全にUIを介して構成される。BuildMasterはWindowsまたはLinuxベースのサーバー、またはクラウド上で、さまざまなビルド、リリース、デプロイアクションを実行する 。また、BuildMasterはPowerShellと緊密に統合されており、他のDevOpsツールと連携して使用されることがよくある。
BuildMasterの主な機能は次のとおりである ：
- コードとしてのパイプライン –ビジュアルモードとJSONテキストエディターの間のピボット
- グローバルパイプライン –リリースやアプリケーション全体での再利用性
- データベースの変更 – BuildMasterを使用して機密情報を保護し、接続文字列を環境に関連付けます。
- 課題管理システムの連携 –さまざまな課題トラッカーとの緊密な統合と、JIRA、GitHub、TFS、YouTrackなどとの連携
- パイプラインゲート –承認されない限り次のパイプラインステージへの移行を阻止する、手動承認と自動承認の混在
- デプロイプラン –ドラッグアンドドロップ中心のビジュアルユーザーインターフェイス（テキストモード（コードビュー）でも編集可能）
- PowerShell統合 – WindowsとLinuxの両方をサポートするためのPowerShellとShellと独立した連携
- イベントリスナー –アクションと操作の監視に有益
- 構成変数 –デプロイプランをモデル化するときに柔軟性を追加
- リリースパッケージ –手動でアップロードすることによる柔軟性、TeamCityやTFSなどのCIサーバーからプッシュ、BuildMaster内で作成、またはProGetからプッシュ
- 構成ファイルの管理 - 構成ファイルをバージョン管理された方法で複数のインスタンス（環境ごとに1つなど）で定義し、ファイルの展開をログに記録
- 継続的インテグレーション -ジェンキンス、TFS、およびチームシティーなどのCIツールのサポート
- インフラストラクチャ構成の同期 -パイプラインが対象とするインフラストラクチャ（サーバーと環境）を視覚化
- リソースクレジット -デプロイメントに関係するトークン、パスワード、APIキーへのアクセスを管理、保存、制御

## ハイライト
- コードまたはドラッグアンドドロップでのインターフェイスを可能にするシンプルなプランエディター
- 迅速な実装を可能にする直感的なUI
- .NETアプリケーション(Microsoft Windows)に対する強力なサポート。

BuildMasterは、Gartner 2016および2017 Magic Quadrantのアプリケーションリリースオートメーションおよびアプリケーションリリースオートメーションソリューションの重要な機能で認められた。
主なBuildMasterユーザーには、クリーブランド大学病院、ネブラスカ大学リンカーン校、Allrecipes、UCHealthなどがある。